# Cordia leucosebestena
Cordia leucosebestena är en strävbladig växtart som beskrevs av August Heinrich Rudolf Grisebach. Cordia leucosebestena ingår i släktet Cordia, och familjen strävbladiga växter. Inga underarter finns listade i Catalogue of Life.